# Myrianida mediterranea
Myrianida mediterranea är en ringmaskart som först beskrevs av Cognetti 1953.  Myrianida mediterranea ingår i släktet Myrianida och familjen Syllidae. Inga underarter finns listade i Catalogue of Life.